# Roger Courtois
Roger Courtois (ur. 30 maja 1912 w Genewie, zm. 5 maja 1972) – francuski piłkarz i trener, reprezentant kraju. Dwukrotny król strzelców Ligue 1.

## Kariera klubowa
Courtois swoją przygodę z futbolem rozpoczął w 1931 w zespole z rodzinnego miasta Urania Genève Sport. Już w pierwszym sezonie dotarł wraz z drużyną do finału Pucharu Szwajcarii.
Po dwóch latach w Uranii, w 1933 przeniósł się do francuskiego FC Sochaux-Montbéliard. Jako piłkarz tej drużyny dwukrotnie zdobył mistrzostwo Francji w sezonach 1934/35 i 1937/38. Courtois zdobył także z Sochaux Puchar Francji w sezonie 1936/37. Dwukrotnie kończył rozgrywki ligowe jako król strzelców Première Division w sezonach 1935/36 (34 bramki), oraz 1938/39 (27 bramek ex-aequo z Désiré Koranyi). Łącznie przez 6 lat gry w Sochaux zagrał w 174 spotkaniach, w których strzelił aż 184 bramki. 
Wybuch II wojny światowej spowodował, że Courtois powrócił w 1940 do Uranii. Rok później zgłosił się po niego FC Lausanne-Sport. W Lausanne zdobył w sezonie 1943/44 podwójnę koronę, to jest mistrzostwo Szwajcarii oraz Puchar Szwajcarii. Przez 5 lat gry w tej drużynie wystąpił w 103 meczach, w których zanotował 50 trafień. 
Od 1945 ponownie reprezentował barwy FC Sochaux-Montbéliard. Pomógł drużynie w powrocie do najwyższej klasy rozgrywkowej, strzelając 29 bramek w sezonie 1946/47 na poziomie Division 2. Podczas drugiej przygody z Sochaux zagrał w 195 spotkaniach, w których strzelił 97 bramek. W 1952 przeniósł się do Troyes AC, w którym w sezonie 1952/53 pełnił rolę grającego trenera. Największym sukcesem osiągniętym w tym zespole był finał Pucharu Francji w sezonie 1955/56. Przez 5 lat gry w Troyes zanotował tylko 16 występów, w których 4 razy pokonał bramkarza rywali. W 1957 zakończył karierę piłkarską. 
| Sezon   | Klub                   | Kraj       | Rozgrywki         | Mecze | Bramki |
| ------- | ---------------------- | ---------- | ----------------- | ----- | ------ |
| 1931/32 | Urania Genève Sport    | Szwajcaria | Nationalliga      |       |        |
| 1932/33 | Urania Genève Sport    | Szwajcaria | Nationalliga      | 12    | 10     |
| 1933/34 | FC Sochaux-Montbéliard | Francja    | Première Division | 23    | 23     |
| 1934/35 | FC Sochaux-Montbéliard | Francja    | Première Division | 27    | 29     |
| 1935/36 | FC Sochaux-Montbéliard | Francja    | Première Division | 30    | 34     |
| 1936/37 | FC Sochaux-Montbéliard | Francja    | Première Division | 19    | 16     |
| 1937/38 | FC Sochaux-Montbéliard | Francja    | Première Division | 26    | 22     |
| 1938/39 | FC Sochaux-Montbéliard | Francja    | Première Division | 27    | 27     |
| 1939/40 | FC Sochaux-Montbéliard | Francja    |                   |       |        |
| 1940/41 | Urania Genève Sport    | Szwajcaria | 1. Liga           |       |        |
| 1941/42 | FC Lausanne-Sport      | Szwajcaria | Nationalliga      | 24    | 12     |
| 1942/43 | FC Lausanne-Sport      | Szwajcaria | Nationalliga      | 25    | 13     |
| 1943/44 | FC Lausanne-Sport      | Szwajcaria | Nationalliga      | 20    | 8      |
| 1944/45 | FC Lausanne-Sport      | Szwajcaria | Nationalliga      | 22    | 12     |
| 1945/46 | FC Sochaux-Montbéliard | Francja    | Première Division | 27    | 17     |
| 1946/47 | FC Sochaux-Montbéliard | Francja    | Division 2        | 39    | 29     |
| 1947/48 | FC Sochaux-Montbéliard | Francja    | Première Division | 28    | 12     |
| 1948/49 | FC Sochaux-Montbéliard | Francja    | Première Division | 26    | 9      |
| 1949/50 | FC Sochaux-Montbéliard | Francja    | Première Division | 27    | 11     |
| 1950/51 | FC Sochaux-Montbéliard | Francja    | Première Division | 26    | 9      |
| 1951/52 | FC Sochaux-Montbéliard | Francja    | Première Division | 4     | 0      |
| 1953/54 | Troyes AC              | Francja    | Division 2        | 8     | 3      |
| 1954/55 | Troyes AC              | Francja    | Première Division | 3     | 1      |
| 1955/56 | Troyes AC              | Francja    | Division 2        | 4     | 0      |
| 1956/57 | Troyes AC              | Francja    | Division 2        | 1     | 0      |

## Kariera reprezentacyjna
Courtois zadebiutował w reprezentacji Francji 6 grudnia 1933 w meczu przeciwko Anglii, przegranym 1:4. Pół roku później został powołany na Mistrzostwa Świata. Francja na turnieju przegrała już w pierwszej rundzie z reprezentacją Austrii 2:3. Courtois przesiedział ten mecz na ławce rezerwowych.
Cztery lata później został powołany na Mistrzostwa Świata 1938 rozgrywane we Francji. Na turnieju nie zagrał w żadnym ze spotkań. Po raz ostatni w reprezentacji zagrał 23 marca 1947 w meczu przeciwko Portugalii, wygranym 1:0. Łącznie Courtois w latach 1933–1947 wystąpił w 22 spotkaniach reprezentacji Francji, w których strzelił 10 bramek.
| Mecze i gole w reprezentacji | Mecze i gole w reprezentacji | Mecze i gole w reprezentacji | Mecze i gole w reprezentacji | Mecze i gole w reprezentacji | Mecze i gole w reprezentacji | Mecze i gole w reprezentacji |
| #                            | Data                         | Miasto                       | Przeciwnik                   | Gol                          | Wynik                        | Rozgrywki                    |
| ---------------------------- | ---------------------------- | ---------------------------- | ---------------------------- | ---------------------------- | ---------------------------- | ---------------------------- |
| 1.                           | 06.12.1933                   | Londyn                       | Anglia                       |                              | 1:4                          | towarzyski                   |
| 2.                           | 16.12.1934                   | Paryż                        | Jugosławia                   | Gol                          | 2:3                          | towarzyski                   |
| 3.                           | 24.01.1935                   | Madryt                       | Hiszpania                    |                              | 0:2                          | towarzyski                   |
| 4.                           | 17.02.1935                   | Rzym                         | Włochy                       |                              | 1:2                          | towarzyski                   |
| 5.                           | 14.04.1935                   | Bruksela                     | Belgia                       | Gol                          | 1:1                          | towarzyski                   |
| 6.                           | 19.05.1935                   | Colombes                     | Węgry                        | Gol · Gol                    | 2:0                          | towarzyski                   |
| 7.                           | 27.10.1935                   | Genewa                       | Szwajcaria                   |                              | 1:2                          | towarzyski                   |
| 8.                           | 10.11.1935                   | Paryż                        | Szwecja                      | Gol                          | 2:0                          | towarzyski                   |
| 9.                           | 12.01.1936                   | Paryż                        | Holandia                     | Gol                          | 1:6                          | towarzyski                   |
| 10.                          | 09.02.1936                   | Paryż                        | Czechosłowacja               |                              | 0:3                          | towarzyski                   |
| 11.                          | 08.03.1936                   | Colombes                     | Belgia                       | Gol · Gol                    | 3:0                          | towarzyski                   |
| 12.                          | 13.12.1936                   | Paryż                        | Jugosławia                   |                              | 1:0                          | towarzyski                   |
| 13.                          | 21.02.1937                   | Bruksela                     | Belgia                       |                              | 1:3                          | towarzyski                   |
| 14.                          | 23.05.1937                   | Colombes                     | Irlandia                     |                              | 0:2                          | towarzyski                   |
| 15.                          | 10.10.1937                   | Paryż                        | Szwajcaria                   |                              | 2:1                          | towarzyski                   |
| 16.                          | 31.10.1937                   | Amsterdam                    | Holandia                     | Gol                          | 3:2                          | towarzyski                   |
| 17.                          | 05.12.1937                   | Paryż                        | Włochy                       |                              | 0:0                          | towarzyski                   |
| 18.                          | 30.01.1938                   | Paryż                        | Belgia                       | Gol                          | 5:3                          | towarzyski                   |
| 19.                          | 26.05.1938                   | Colombes                     | Anglia                       |                              | 2:4                          | towarzyski                   |
| 20.                          | 16.03.1939                   | Paryż                        | Węgry                        |                              | 2:2                          | towarzyski                   |
| 21.                          | 28.01.1940                   | Paryż                        | Portugalia                   |                              | 3:2                          | towarzyski                   |
| 22.                          | 23.03.1947                   | Colombes                     | Portugalia                   |                              | 1:0                          | towarzyski                   |

## Kariera trenerska
W latach 1952–1953 był grającym trenerem w klubie Troyes AC. W latach 1963–1965 trenował klub AS Monaco, z którym zdobył w sezonie 1963/64 wicemistrzostwo Première Division.

## Sukcesy
Urania Genève Sport
- Finał Pucharu Szwajcarii (1): 1931/32

FC Sochaux-Montbéliard
- Mistrzostwo Francji (2): 1934/35, 1937/38
- Wicemistrzostwo Francji (1): 1936/37
- Mistrzostwo Division 2 (1): 1946/47
- Puchar Francji (1): 1936/37
- Król strzelców Première Division (2): 1935/36 (34 bramki), 1938/39 (27 bramek ex-aequo z Désiré Koranyi)

FC Lausanne-Sport
- Mistrzostwo Szwajcarii (1): 1943/44
- Puchar Szwajcarii (1): 1943/44

Troyes AC
- Finał Pucharu Francji (1): 1955/56